# Carl Friedrich Wendelstadt

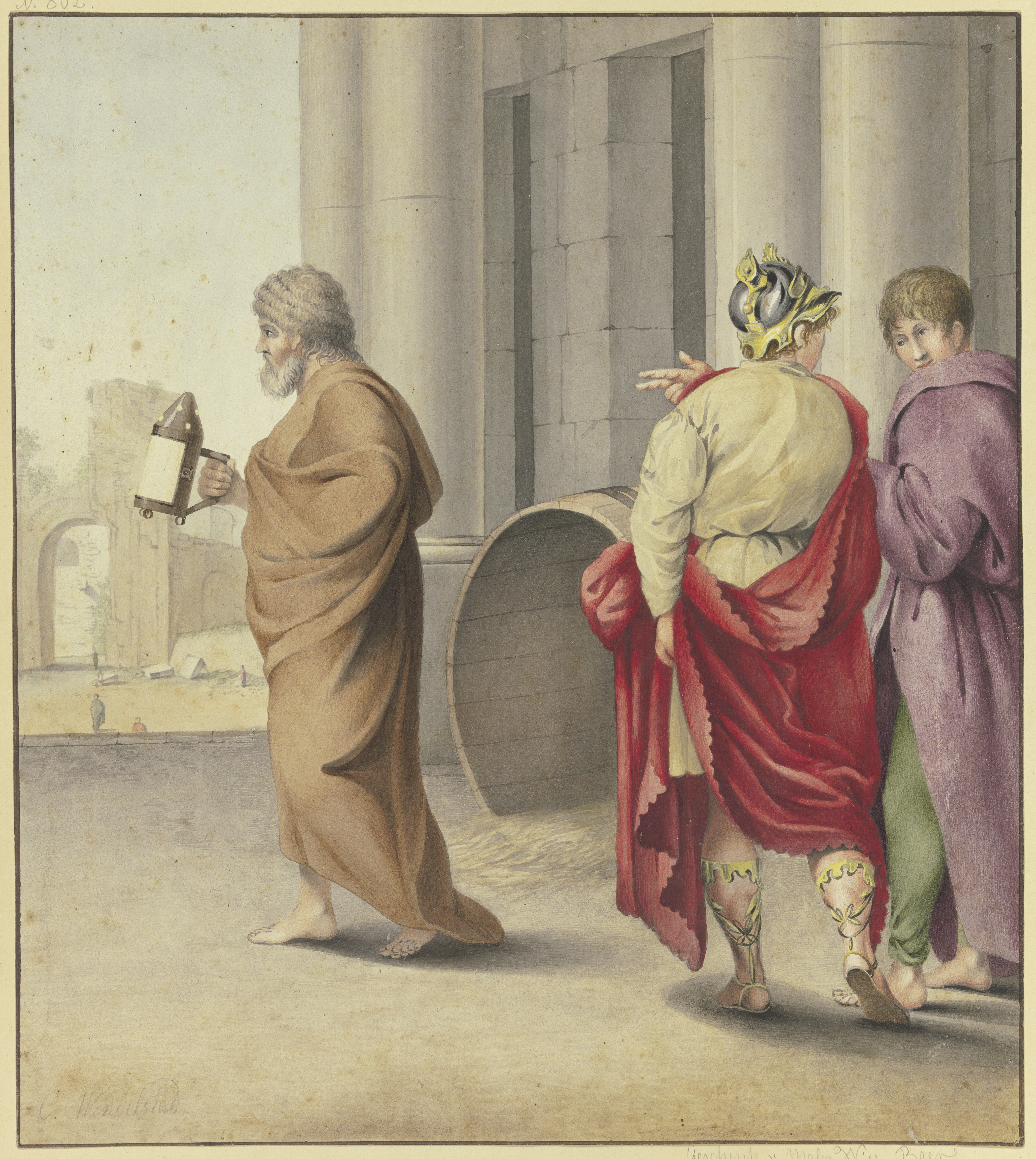
Diogenes sucht menschen, Aquarell

Carl Friedrich Wendelstadt (* 1786 in Neuwied; † 1840 in Gent) war ein deutscher Historien- und Porträtmaler, Radierer, Lithograph, Glasmaler, Inspektor und Zeichenlehrer.

## Leben
Wendelstadt nahm vor 1809 Zeichen- und Malunterricht in Frankfurt a. M. und lebte von 1809 bis 1813 nach Paris. Dort war er Schüler im Atelier von Jacques-Louis David und an der École des beaux-arts. Ab 1813 war er privater Zeichenlehrer in Frankfurt am Main. Um 1815 betreute er die Kunstsammlung des Juristen Johann Georg Grambs (1756–1817) und von 1817 bis 1840 war er Inspektor am Städelschen Kunstinstitut. Ab 1820 unterrichtete er als Zeichenlehrer am Städelschen Kunstinstitut. 1823 erfolgte eine Reise nach Dresden und München. 1828 gab er die Lithographie-Folge „Umrisse nach alt-italiänischen und alt-deutschen Gemälden im Besitze von C. F. Wendelstadt“ heraus.
Familie
Eine Tochter Wendelstadts war die Pianistin Justine Wendelstadt (1825–1908), die am 10. August 1854 in Frankfurt am Main den Komponisten und Musikschriftsteller Selmar Bagge heiratete.
Werke
- Verkündigung der Geburt Christi an die Hirten nach J. H. Roos, vor 1810, 146 × 190,5 cm, Inv. Nr. B0347, Frankfurt a. M., Historisches Museum
- Christus und Maria Magdalena, um 1811, Technik unbekannt, Altarblatt für die Weißfrauenkirche, 1944 zerstört (Gemeinnützliche Blätter 1812, S. 491f.)